# Nhà thờ Khoái Đồng
Nhà thờ Khoái Đồng là một thánh đường Công giáo phong cách Romanesque, được xây dựng bởi các cha dòng Đa Minh Tây Ban Nha và hoàn thành năm 1941. Hiện nay nhà thờ toạ lạc tại trung tâm phường Nam Định, tỉnh Ninh Bình, ngay bên bờ hồ Vị Xuyên.

## Lịch sử

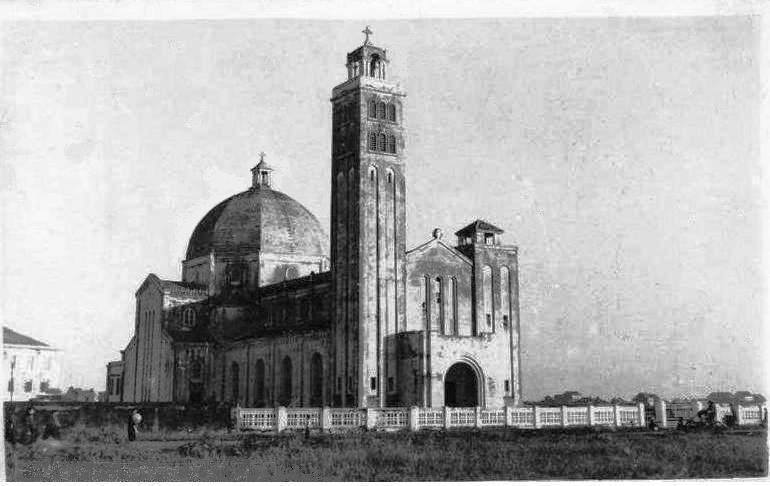
Nhà thờ Khoái Đồng năm 1922.

Nhà thờ Khoái Đồng năm 2011.

Quần thể kiến trúc tại nơi đây do Dòng Đa Minh Tây Ban Nha quy hoạch và xây dựng, gồm có Nhà thờ Khoái Đồng, Giáo hoàng Chủng viện Thánh Albertô Cả (nay là trường tiểu học Nguyễn Văn Cừ), Trường Sư phạm Thánh Tôma (nay là trường Trung học phổ thông Nguyễn Khuyến), và một số khu phố xung quanh.
Sau Hiệp định Genève 1954, khu vực này bị chính quyền mới trưng dụng vào mục đích phi tín ngưỡng. Giáo đường được dùng làm cơ sở trữ sợi của Nhà máy dệt Nam Định, Rạp chiếu bóng Công Nhân, Câu lạc bộ Bóng tròn Thiên Trường, Xí nghiệp May Sông Hồng... Riêng dải đất trông ra hồ được cắt ra thành Hợp tác xã Cơ khí Xuân Tiến, Hợp tác xã Than tổ ong, Hợp tác xã Hóa chất Toàn Thắng và cuối cùng là trường Cấp ba Phùng Chí Kiên (nay là trường Trung học phổ thông Nguyễn Khuyến và tiểu học Nguyễn Văn Cừ). Các vùng rìa bị dân nhập cư chiếm làm nhà ở, dựng các quán ăn trái phép.
Hồi 06 giờ 30 phút ngày 14 tháng 4 năm 1966, 2 chiến đấu cơ của không quân Mỹ bất thần oanh tạc phố Hàng Thao cách đó không xa làm thiệt mạng 77 người dân, 135 người khác bị thương, 240 căn nhà bị hủy hoại. Nhà thờ Khoái Đồng cũng chịu ảnh hưởng khá nặng, toàn bộ cơ sở vật chất bị thiêu trụi, chỉ riêng thánh đường vẫn đứng vững dù tường bị nám đen hoàn toàn. Trong suốt thời gian dài sau đó, khu vực này trở nên vắng lặng, ngoại trừ giáo đường được giao hẳn cho Nhà máy Dệt dùng làm nơi chứa sợi và bố trí các tổ may thủ công. Sau khi thành phố Nam Định chuyển trung tâm về ven hồ Vị Xuyên, khu vực quảng trường và Nhà thờ trở thành quần thể kiến trúc có tính biểu tượng, xuất hiện trong rất nhiều văn kiện và bưu ảnh.
Từ năm 1992, giáo dân xứ Khoái Đồng, cha Vinh Sơn Bùi Công Tam, Tòa giám mục Bùi Chu, Đức cố Giám mục Giuse Maria Vũ Duy Nhất, đức cố Giám mục Giuse Hoàng Văn Tiệm nhiều lần gửi đơn xin lại nhà thờ.
Ngày 07 tháng 09 năm 2008, Tòa giám mục Bùi Chu nhận được thông báo của UBND thành phố Nam Định thực hiện chỉ đạo của Thủ tướng chính phủ với công văn số 465/VPCP-NC đề ngày 09 tháng 05 năm 2008 về việc giao trả nhà thờ Khoái Đồng. Việc giao trả mặt bằng đợt I được thực hiện vào tháng 11 năm 2008, bên trong nhà thờ được giải tỏa. Việc giao trả đợt II được thực hiện vào tháng 06 năm 2010, bên hông nhà thờ được giải tỏa. Việc giao trả đợt III còn chờ trong tương lai (hiện tại vẫn còn 11 hộ dân cư ngụ trên lãnh thổ nhà thờ).
Cụ thể, trường trung học cơ sở Hoàng Văn Thụ được dời đi và chính quyền thành phố tôn tạo thành hoa viên và cấm mọi hình thức lấn chiếm trái phép của người dân. Dư luận thành phố từ lâu đã xem mái vòm nám đen nhà thờ là biểu tượng không thể thiếu cùng với hồ Vị Xuyên. Sau hàng chục năm xuống cấp do bị sử dụng sai mục đích, giáo đường được đại trùng tu, thay đổi màu sơn ngoài, và xây thêm các công trình phụ bao quanh. Lễ khánh thành và cung hiến được cử hành vào ngày 27 tháng 12 năm 2014.

### Nhân sự
- Ban thường vụ: 5 người (chánh xứ, phó nội, phó ngoại, thủ quỹ, thư ký)
- Hội đoàn: Huynh đoàn Đa Minh, Hội Lòng Chúa Thương Xót, Ca đoàn Đa Minh, Ca đoàn Vinh Sơn...
- Công trình tiêu biểu: Trung tâm Mục vụ Đa năng.

1. Cha Đa Minh Đinh Cảnh Thụy, Cha Thuyên, cha Đích, cha Xuyên, cha Tômaso Đào Quang Trung, cha Đa Minh Hoàng Thọ Khang phục vụ từ năm 1954-1966.
2. Cha Vinh Sơn Bùi Công Tam, quản nhiệm từ 1967-2003.
3. Cha Giuse Phạm Xuân Thi, quản nhiệm từ 2003-2006.
4. Cha Phêrô Lương Đức Thiệu, quản nhiệm từ 2006 –...
5. Cha Alfonso Vũ Đức Trung, O.P, chánh xứ từ 2011-2015.
6. Cha Giuse Nguyễn Cao Huấn, O.P, chánh xứ từ 2015-2022.[4]
7. Cha Giuse Nguyễn Văn Tuy, O.P, phó xứ.
8. Cha Giuse Nguyễn Tiến Đức, O.P, phó xứ.
9. Cha Giuse Nguyễn Văn Thuần, O.P.
10. Cha G.B. Vũ Văn Tín, O.P.
11. Cha G.B. Nguyễn Hữu Tài, O.P.
12. Cha Giuse Đinh Tiến Hưng, O.P, chánh xứ từ 2022-2024.[5]
13. Cha Giuse Đỗ Văn Phi, O.P, phó xứ.
14. Cha Phêrô Đào Văn Hùng, O.P.
15. Cha Giuse Đinh Khắc Vịnh, O.P., chánh xứ từ 2024.[6]

### Niên biểu
- Khoái Đồng đón nhận Tin Mừng từ các thừa sai tới từ Phố Hiến.[7] Giáo họ chính thức được thành lập khoảng năm 1700.[8]
- Khoảng năm 1730, giáo họ được các cha Dòng Tên phục vụ; từ năm 1759 được các cha Dòng Đa Minh coi sóc.
- Năm 1875, Đức cha Cézon Khang nâng Khoái Đồng lên hàng giáo xứ.
- Theo nghị quyết của Công đồng năm 1900, Khoái Đồng được chọn làm trung tâm đào tạo kiến thức cho các giáo phận dòng, do các cha Dòng Đa Minh phụ trách.
- Nhà thờ Khoái Đồng bắt đầu được xây dựng năm 1934 và khánh thành vào năm 1941.[1]
- Từ năm 1959 tới 2008, nhà thờ bị nhà nước chiếm dụng, khuôn viên nhà thờ bị sử dụng không đúng mục đích tôn giáo.
- Giáo phận Bùi Chu nhận lại nhà thờ và tiến hành trùng tu. Lễ cung hiến được cử hành vào cuối năm 2014.

## Quần thể và các cơ sở
Khoái Đồng là giáo xứ duy nhất của Giáo phận Bùi Chu thuộc hữu ngạn sông Đào. Ngoại trừ Khoái Đồng, các giáo xứ ở hữu ngạn (bờ Tây) sông Đào đều thuộc Tổng giáo phận Hà Nội, ví dụ như Nhà thờ Lớn Nam Định. Quần thể Khoái Đồng giao cho Dòng Đa Minh phụ trách ban đầu có diện tích 56.085 m², nằm bên sông Vị Hoàng nơi từng chứng kiến nhiều tín hữu chịu tử đạo.

### Giáo hoàng Chủng viện ThánhAlbertô Cả
Đây là Học viện của Dòng Đa Minh do các giám mục và linh mục Tây Ban Nha thành lập năm 1916, được Tòa Thánh nâng lên Giáo hoàng Chủng viện năm 1930. Đây là một chủng viện liên giáo phận, từ niên khóa 1930–31 đào tạo linh mục cho toàn miền Đông Đàng Ngoài, gồm các địa phận dòng là Bùi Chu, Thái Bình, Hải Phòng, Bắc Ninh, và Lạng Sơn (Bùi Chu sau đó rút lui và tái lập đại chủng viện riêng cho địa phận mình, dời hẳn về Quần Phương năm 1940). Sau 1954, Giáo hoàng Chủng viện di dời vào Nam, đặt tại giáo xứ Đa Minh Ba Chuông. Cơ sở ở Nam Định hiện nay do Trường Tiểu học Nguyễn Văn Cừ sử dụng. 

### Trường Sư phạm ThánhTôma
Trường Saint Thomas do Dòng Đa Minh thiết lập, năm 1924 được trao cho các sư huynh La San mở lớp sư phạm. Năm 1932, lưu xá Saint Dominique được Dòng Đa Minh mở thêm. Trường trở thành Trung–Tiểu học Saint Thomas năm 1950. Nay là Trường THPT Nguyễn Khuyến.

## Văn hóa
Nhà thờ Khoái Đồng từ lâu được xem là một biểu tượng văn hóa của Thành Nam, đi vào nhiều tác phẩm quen thuộc..